# Albin (Wyoming)
Albin é uma cidade  localizada no estado norte-americano de Wyoming, no Condado de Laramie.

## Demografia
Segundo o censo norte-americano de 2000, a sua população era de 120 habitantes.
Em 2006, foi estimada uma população de 115, um decréscimo de 5 (-4.2%).

## Geografia
De acordo com o United States Census Bureau tem uma área de
0,4 km², dos quais 0,4 km² cobertos por terra e 0,0 km² cobertos por água. Albin localiza-se a aproximadamente 1627 m acima do nível do mar.

## Localidades na vizinhança
O diagrama seguinte representa as localidades num raio de 44 km ao redor de Albin.